# Liste der Nummer-eins-Hits in Australien (1943)
Dies ist eine Liste der Nummer-eins-Hits in Australien im Jahr 1943. In diesem Jahr gab es fünf Nummer-eins-Titel und insgesamt sieben Nummer-eins-Singles.

| ← 1942 ← | Liste der Nummer-eins-Hits in Australien | Liste der Nummer-eins-Hits in Australien                                | Liste der Nummer-eins-Hits in Australien                      | 1944 →                    |
| \| Zeitraum \| Wo. ges. \| Interpret \| Titel Autor(en) \| Zusätzliche Informationen \| \| (Zeitraum, Wochen auf Platz eins, Interpret, Titel, Autor[en], zusätzliche Informationen) \| \| \| \| \| \| ----------------------------------------------------------------------------------------- \| -------- \| ----------------------------------------------------------------------- \| ------------------------------------------------------------- \| ------------------------- \| \| 1. Januar 1943 – 31. Januar 1943 5 Wochen (insgesamt 8) \| 8 \| Gene Autry / Horace Heidt & His Musical Knights \| Deep in the Heart of Texas June Hershey, Don Swander \| - \| \| 1. Februar 1943 – 31. Mai 1943 17 Wochen (insgesamt 17) \| 17 \| Harry James & His Orchestra with Helen Forrest \| I Don’t Want to Walk Without You Frank Loesser, Jule Styne \| - \| \| 1. Juni 1943 – 30. Oktober 1943 21 Wochen (insgesamt 21) \| 21 \| Bing Crosby with Ken Darby Singers & John Scott Trotter & His Orchestra \| White Christmas Irving Berlin \| - \| \| 1. November 1943 – 30. November 1943 4 Wochen (insgesamt 4) \| 4 \| Dinah Shore with & Paul Wetstein & His Orchestra \| Why Don’t You Fall in Love With Me Johnny Mercer, Jerome Kern \| - \| \| 1. Dezember 1943 – 31. Dezember 1943 4 Wochen (insgesamt 4) \| 4 \| Vera Lynn / Harry James & His Orchestra with Helen Forrest \| I Had the Craziest Dream Harry Warren Mack Gordon \| - \| |                                          |                                                                         |                                                               |                           |
| ← 1942 |                                          |                                                                         |                                                               | → 1944 →                  |
| Zeitraum | Wo. ges.                                 | Interpret                                                               | Titel Autor(en)                                               | Zusätzliche Informationen |
| (Zeitraum, Wochen auf Platz eins, Interpret, Titel, Autor[en], zusätzliche Informationen) |                                          |                                                                         |                                                               |                           |
| 1. Januar 1943 – 31. Januar 1943 5 Wochen (insgesamt 8) | 8                                        | Gene Autry / Horace Heidt & His Musical Knights                         | Deep in the Heart of Texas June Hershey, Don Swander          | -                         |
| 1. Februar 1943 – 31. Mai 1943 17 Wochen (insgesamt 17) | 17                                       | Harry James & His Orchestra with Helen Forrest                          | I Don’t Want to Walk Without You Frank Loesser, Jule Styne    | -                         |
| 1. Juni 1943 – 30. Oktober 1943 21 Wochen (insgesamt 21) | 21                                       | Bing Crosby with Ken Darby Singers & John Scott Trotter & His Orchestra | White Christmas Irving Berlin                                 | -                         |
| 1. November 1943 – 30. November 1943 4 Wochen (insgesamt 4) | 4                                        | Dinah Shore with & Paul Wetstein & His Orchestra                        | Why Don’t You Fall in Love With Me Johnny Mercer, Jerome Kern | -                         |
| 1. Dezember 1943 – 31. Dezember 1943 4 Wochen (insgesamt 4) | 4                                        | Vera Lynn / Harry James & His Orchestra with Helen Forrest              | I Had the Craziest Dream Harry Warren Mack Gordon             | -                         |